# Geminio Cresto
Geminio Cresto (latino: Geminius Chrestus; ... – 222) è stato un generale romano.
Cresto è attestato come prefetto d'Egitto tra il 219 (iscrizione a Copto datata 13 agosto) e il 220/221 (apografo datato al quarto anno di Eliogabalo). Alla morte dell'imperatore Eliogabalo (febbraio 222) fu nominato o confermato prefetto del pretorio dal suo successore Alessandro Severo assieme a Giulio Flaviano.
Cresto e Flaviano erano due esperti militari, ma Alessandro decise di nominare il giurista Eneo Domizio Ulpiano loro supervisore; la scelta suscitò delle recriminazioni tra i militari, in quanto Ulpiano non aveva alcun merito dal punto di vista militare; secondo Zosimo, Mamea venne a conoscenza di un tentativo di rovesciare Ulpiano e fece mettere a morte gli attentatori, mentre lo stesso Ulpiano, secondo Cassio Dione, fece mettere a morte Flaviano e Cresto per subentrare loro, e infatti, nel tardo 222, Alessandro nominò dunque prefetti del pretorio lo stesso Ulpiano e Giulio Paolo.